# Второе дыхание (фильм, 1992)
«Второе дыхание» (англ. Used People) — американо-японский мелодраматический фильм 1992 года, снятый режиссёром Бибан Кинрон.

## Сюжет
На похоронах своего мужа Пирл, мать двух разведённых дочерей, еврейка, встречает старого друга своего мужа, приехавшего из Италии. Он уже 23 года как вдовец, и тайно любит Пирл…

## В ролях
- Марчелло Мастроянни
- Ширли Маклейн
- Кэти Бейтс
- Сильвия Сидни
- Дорис Робертс

## Награды

### Золотой глобус
- Номинация — Лучшая мужская роль (комедия или мюзикл) — Марчелло Мастроянни
- Номинация — Лучшая женская роль (комедия или мюзикл) — Ширли Маклейн